# Break Free
Break Free (englisch: „Befreien“) ist ein Lied der US-amerikanischen Popsängerin Ariana Grande, in Kooperation mit dem deutsch-russischen EDM-Musiker Zedd. Das Stück ist die zweite Singleauskopplung aus ihrem zweiten Studioalbum My Everything.

## Entstehung und Artwork
Komponiert wurde das Lied von Savan Kotecha, Max Martin und Anton Zaslavski (Zedd), die beiden Letztgenannten produzierten auch die Single. Zudem instrumentalisierte, mischte und programmierte Zedd alleine das Lied. Gemastert wurde die Single unter der Leitung von Tom Coyne und Aya Merrill. Arrangiert wurde die Single durch Cory Bice, Sam Holland, Ryan Shanahan und Jesse Taub. Das Lied wurde unter dem Musiklabel Republic Records veröffentlicht. Auf dem Cover der Maxi-Singles ist – neben der Aufschrift des Künstlers und dem Liedtitel – ein Lippenabdruck vor einem weißen Hintergrund zu sehen.

## Veröffentlichung und Promotion
Zehn Tage vor der geplanten Veröffentlichung von Break Free startete Grande am 22. Juni 2014 einen Online-Countdown und sie bestätigte am selben Tag, dass Zedd als Gastmusiker an dem Stück beteiligt sei. Am 28. Juni 2014 lud sie ein Teaservideo zum Lied auf Instagram hoch. Schließlich fand am 3. Juli 2014 die Erstveröffentlichung der Single als digitale Veröffentlichung in den Vereinigten Staaten statt. Eine Veröffentlichung in Deutschland, Österreich und der Schweiz folgte einen Monat später am 8. August 2014. Die Single ist bis heute nur als einzelner Download-Track erhältlich.
Break Free feierte seine Premiere am 2. Juli 2014, als es in der halbstündigen Sondersendung Total Ariana Live der MTV-Sendung Total Request Live von Grande gesungen wurde. Einige Stunden später wurde es zum Download angeboten. Kurz darauf erreichte der Titel Platz eins der iTunes-Charts. Um das Lied zu bewerben, folgten unter anderem Soloauftritte Grandes während der Verleihung des MTV Video Music Awards 2014, während der MTV Europe Music Awards 2014 und während der American Music Awards 2014. Im deutschsprachigen Raum trat Grande nur einmal live mit Break Free, im Zuge ihrer Prämierung mit dem Bambi 2014 in der Kategorie Newcomer, im Fernsehen auf.

## Hintergrund
Zedd erwähnte in einem Interview, dass er mit Grande zusammenarbeiten wollte, nachdem er ihre Stimme bei einer Veranstaltung der Universal Music Group gehört hatte. Er sagte: „Ich war hinter der Bühne und ich hörte jemanden singen. Und ich wusste nicht, wer es war, und ich sagte nur ‚Ich will mit demjenigen, der gerade singt, einen Song machen.‘ Ich wusste nicht, wer es war, und es hat sich herausgestellt, dass es sie war. Und glücklicherweise ist hier ein Song!“ Grande gab Ende April 2014 in einem Interview mit Billboard bekannt, dass sie mit Zedd für ein Lied zusammengearbeitet hatte. Sie meinte, dass dieses Lied „fantastisch und super-experimentell für mich [ist]. Ich dachte nie, dass ich einen Song mit elektronischer Tanzmusik machen würde, das war eine die Augen öffnende Erfahrung, und nun ist alles, was ich tun will, tanzen.“ Beim Wango-Tango-Konzert 2014 erwähnte sie, dass das Stück ihre nächste Single werden sollte.

## Inhalt
Der Liedtext zu Break Free ist komplett in der englischen Sprache verfasst, auf Deutsch übersetzt heißt der Titel „Befreien“. Die Musik und der Text wurden gemeinsam von Savan Kotecha, Max Martin und Anton Zaslavski verfasst. Musikalisch bewegt sich der Song im Bereich der Pop- und elektronischen Tanzmusik. Während des gesamten Liedes ist nur die Stimme von Grande zu hören, Zedd ist nur als Instrumentalist zuständig.
| “This is the part when I say I don’t want ’ya. I’m stronger than I’ve been before. This is the part when I break free. Cause I can’t resist it no more.” – Refrain, Originalauszug | „Das ist der Abschnitt, in dem ich sage, ich will dich nicht. Ich bin stärker, als ich vorher gewesen bin. Das ist der Abschnitt, in dem ich mich befreie. Denn ich kann es nicht mehr aushalten.“ – Refrain, Übersetzung |

## Musikvideo
Das Musikvideo zu Break Free wurde vom 10.–12. Juni 2014 gedreht und feierte am 12. August 2014 auf Grandes YouTube-Account seine Premiere. Die Fernsehpremiere erfolgte drei Tage später während des Disney-Channel-Filmes How to Build a Better Boy. Im Vorfeld gab Grande Anzeichen für das Video, indem sie Fotos von Aliens und dem Weltraum bei Twitter hochlud. Später gab sie bekannt, dass das Video durch den Science-Fiction-Film Barbarella von 1968, Star Wars und dem Weltraum im Allgemeinen inspiriert worden sei. Sie beschrieb es als „Weltraumzeitalter“, „Rückkehr“ und „Camp“. Regie führte Chris Marrs Piliero. Bis August 2025 zählte das Musikvideo über 1,2 Milliarden Aufrufe bei YouTube.

## Mitwirkende
| Liedproduktion - Cory Bice: Arrangement - Tom Coyne: Mastering - Ariana Grande: Gesang - Sam Holland: Arrangement - Savan Kotecha: Komponist - Max Martin: Komponist, Musikproduzent - Aya Merrill: Mastering - Ryan Shanahan: Arrangement - Jesse Taub: Arrangement - Zedd: Abmischung, Instrumentalisierung, Komponist, Musikproduzent, Programmierung | Artwork - Chris Marrs Piliero: Regisseur (Musikvideo) Unternehmen - Republic Records: Musiklabel - Universal Music Group: Vertrieb |

## Rezensionen
Carolyn Menyes von der Music Times schrieb, dass das Stück „fantastisch und perfekt für den Sommer“ sowie „Tanz-Glückseligkeit“ sei. Außerdem verglich sie die Botschaft des Stücks mit Destiny’s Childs alten Songs.
Rachel Sonis von Isolator nannte das Lied „die Clubhymne des Sommers“ und Grande „taucht ihre Zehen in interessante neue Gewässer für ihre kommende Platte“. Lucas Villa von AXS lobte ebenfalls ihre neue Richtung: „Während sich manche Sänger in schwerer Electro-Pop-Produktion verirren, entwickelt sich Grande zu einer emanzipierten Tanzflächen-Diva.“
Larry Fitzmaurice von Pitchfork Media lobte sowohl die Produktion als auch den Gesang: „Von der schwungvollen Synthesizerzeile am Anfang bis zu den beeindruckenden Schlägen des Verses legt Break Free gewiss Vergleiche zu dem schwedischen Pop-Genie Robyn nahe; wie immer bringt Grande ihre klasse Stimme in Topform, also stimmlich bleiben die Vergleiche nicht haften.“ Er verglich die Botschaft des Titels mit Kelly Clarksons Since U Been Gone.

## Kommerzieller Erfolg

### Chartplatzierungen
Break Free erreichte in Deutschland Position zwölf der Singlecharts und hielt sich insgesamt 35 Wochen in den Charts. In Österreich erreichte die Single Position fünf und konnte sich insgesamt zwei Wochen in den Top 10 und 29 Wochen in den Charts halten. In der Schweiz erreichte die Single in 28 Chartwochen Position 15. Im Vereinigten Königreich erreichte die Single in 26 Chartwochen Position 16. In den Vereinigten Staaten erreichte die Single Position vier und konnte sich insgesamt acht Wochen in den Top 10 und 22 Wochen in den Charts halten. Des Weiteren erreichte Break Free Platz eins der US-amerikanischen Dance-Club-Charts. 2014 platzierte sich Break Free in den deutschen Jahres-Singlecharts auf Position 84, in Österreich auf Position 71 und in den Vereinigten Staaten auf Position 37.
Für Grande als Interpretin ist dies der achte Charterfolg in ihrer Heimat, sowie der vierte im Vereinigten Königreich und der zweite in Deutschland, Österreich und der Schweiz. In den Vereinigten Staaten ist es nach The Way und Problem ihr dritter Top-10-Erfolg.
Für Zedd als Interpret ist dies der vierter Charterfolg in Deutschland, sowie der dritte in Österreich, dem Vereinigten Königreich und den Vereinigten Staaten und der zweite in der Schweiz. In den Vereinigten Staaten ist es nach Clarity sein zweiter Top-10-Erfolg, in Österreich ist es sein erster. Nach Stay the Night platzierte sich zum zweiten Mal eine Single gleichzeitig in den D-A-CH-, UK- und US-Charts. Für Zedd als Autor ist es der fünfte Charterfolg in Deutschland, dem Vereinigten Königreich und den Vereinigten Staaten sowie der vierte in Österreich und der dritte in der Schweiz. In den Vereinigten Staaten ist es nach Beauty and a Beat und Clarity sein dritter Top-10-Erfolg, in Österreich ist es sein erster. Für Zedd als Produzent ist Break Free sein fünfter Charterfolg in Deutschland und den Vereinigten Staaten sowie der vierte in Österreich und dem Vereinigten Königreich und der dritte in der Schweiz. In den Vereinigten Staaten ist es nach Beauty and a Beat und Clarity sein dritter Top-10-Erfolg, in Österreich ist es sein erster.
| ChartsChartplatzierungen       | Höchstplatzierung | Wochen |
| ------------------------------ | ----------------- | ------ |
| Deutschland (GfK)              | 12 (35 Wo.)       | 35     |
| Österreich (Ö3)                | 5 (29 Wo.)        | 29     |
| Schweiz (IFPI)                 | 15 (28 Wo.)       | 28     |
| Vereinigte Staaten (Billboard) | 4 (22 Wo.)        | 22     |
| Vereinigtes Königreich (OCC)   | 16 (26 Wo.)       | 26     |

| ChartsJahrescharts (2014)      | Platzierung |
| ------------------------------ | ----------- |
| Deutschland (GfK)              | 84          |
| Österreich (Ö3)                | 71          |
| Vereinigte Staaten (Billboard) | 37          |

### Auszeichnungen für Musikverkäufe
Im März 2023 wurde Break Free mit einer Platin-Schallplatte für über 400.000 verkaufte Einheiten in Deutschland ausgezeichnet, bereits 2015 erreichte das Lied Goldstatus. Dies stellte die erste Plattenauszeichnung für Zedd in seiner Heimat dar. Weltweit wurde die Single mit zwei Goldenen-, 36 Platin- und einer Diamant-Schallplatte ausgezeichnet. Den Quellenangaben und Schallplattenauszeichnungen verkaufte sich das Lied über 8,6 Millionen Mal.

| Land/Region                  | Auszeichnungen für Musikverkäufe (Land/Region, Auszeichnung, Verkäufe) | Verkäufe  |
| ---------------------------- | ---------------------------------------------------------------------- | --------- |
| Australien (ARIA)            | 6× Platin                                                              | 420.000   |
| Brasilien (PMB)              | Diamant                                                                | 250.000   |
| Deutschland (BVMI)           | Platin                                                                 | 400.000   |
| Italien (FIMI)               | 2× Platin                                                              | 100.000   |
| Japan (RIAJ)                 | Platin                                                                 | 250.000   |
| Kanada (MC)                  | 5× Platin                                                              | 400.000   |
| Neuseeland (RMNZ)            | 2× Platin                                                              | 60.000    |
| Niederlande (NVPI)           | 2× Platin                                                              | 60.000    |
| Norwegen (IFPI)              | 4× Platin                                                              | 240.000   |
| Österreich (IFPI)            | Platin                                                                 | 30.000    |
| Portugal (AFP)               | Gold                                                                   | 5.000     |
| Schweden (IFPI)              | 4× Platin                                                              | 160.000   |
| Schweiz (IFPI)               | Gold                                                                   | 15.000    |
| Spanien (Promusicae)         | Platin                                                                 | 40.000    |
| Vereinigte Staaten (RIAA)    | 5× Platin                                                              | 5.000.000 |
| Vereinigtes Königreich (BPI) | 2× Platin                                                              | 1.200.000 |
| Insgesamt                    | 2× Gold · 36× Platin · 1× Diamant ·                                    | 8.630.000 |

Hauptartikel: Zedd/Auszeichnungen für Musikverkäufe